# Danza di una ninfa (Storie di Tenco)
 Danza di una ninfa (Storie di Tenco) è un album omaggio monografico a Luigi Tenco di Enrico Pieranunzi e Ada Montellanico uscito nel 2005. Oltre alle cover dei brani noti, nell'album sono stati inseriti 4 brani inediti. Di questi sono stati recuperati i testi scritti da Tenco, mentre le musiche sono state composte da Enrico Pieranunzi e Ada Montellanico.

## Descrizione
ninfa,

danzi vestita di luna»
(Luigi Tenco)
Il titolo dell'album è ispirato ai versi iniziali di una canzone, scritta da Luigi Tenco, da anni abbandonata tra le sue carte sparse. Ada Montellanico e Enrico Pieranunzi, oltre a Danza di una ninfa sotto la luna, hanno musicato altri tre testi scritti del grande artista.
Il lavoro realizzato da Enrico Pieranunzi con Ada Montellanico e la sua ensemble è un vero e proprio viaggio all'interno del mondo poetico e musicale di Luigi Tenco. 
I titoli degli inediti sono: Danza di una ninfa sotto la luna, Da quando, O me e Mia cara amica.

## Tracce
1. Mi sono innamorato di te (L. Tenco)
2. Da quando (A. Montellanico, L. Tenco)
3. Mia cara amica (E. Pieranunzi, L. Tenco)
4. Quasi sera (C. Donida, L. Tenco)
5. Danza di una ninfa sotto la luna (A. Montellanico, L. Tenco)
6. Che cos'è? (E. Pieranunzi, L. Tenco)
7. Ho capito che ti amo (L. Tenco)
8. Il tempo passò (G. Reverberi, L. Tenco)
9. In qualche parte del mondo (L. Tenco)
10. O me (E. Pieranunzi, L. Tenco)

## Formazione
- Ada Montellanico – voce
- Enrico Pieranunzi – pianoforte
- Paul McCandless – sax soprano, oboe, corno inglese, clarinetto basso, flauto
- Bebo Ferra – chitarra
- Piero Salvatori – violoncello
- Luca Bulgarelli – contrabasso
- Michele Rabbia – percussioni
- Arkè String Quartet